# 가디언즈 오브 갤럭시 홀리데이 스페셜
《가디언즈 오브 갤럭시 홀리데이 스페셜》(영어: The Guardians of the Galaxy Holiday Special)은 디즈니+에서 2022년 11월부터 공개된 미국의 크리스마스 특집 텔레비전 스페셜 방송이다. 마블 시네마틱 유니버스(MCU)의 캐릭터 《가디언즈 오브 갤럭시》팀이 주인공으로 등장한다. 페이즈 4에 포함된다.

## 출연

### 주연
- 크리스 프랫 : 피터 퀼 / 스타-로드 역
- 폼 클레멘티프 : 맨티스 역
- 데이브 바티스타 : 드랙스 역

### 조연
- 브래들리 쿠퍼 : 로켓 역 (목소리)
- 빈 디젤 : 그루트 역 (목소리)
- 케빈 베이컨 : 케빈 베이컨 역

## 참고 사항
- 제목은 스타워즈 팬들에게 흑역사로 악명 높은 TV 영화 스타워즈 홀리데이 스페셜에서 영감을 얻었다고 한다. 다만 보다시피 평가는 하늘과 땅 차이다(...).